# Ophtalmoplon nigricorne
Ophtalmoplon nigricorne là một loài bọ cánh cứng trong họ Cerambycidae.